# Zeggensnuitmot
De zeggensnuitmot (Donacaula mucronella) is een vlinder uit de familie grasmotten (Crambidae). De spanwijdte van de vlinder bedraagt tussen de 22 en 26 millimeter voor het mannetje, en tussen de 29 en 35 millimeter voor het vrouwtje. De soort overwintert als rups.

## Waardplanten
De zeggensnuitmot heeft zegge, liesgras, oeverzegge en riet als waardplanten.

## Voorkomen in Nederland en België
De zeggensnuitmot is in Nederland en in België een schaarse en lokale soort. De soort kent één generatie, die vliegt van juni tot in september.